# Кербунешть (комуна)
Кербунешть, Кербунешті (рум. Cărbunești) — комуна у повіті Прахова в Румунії. До складу комуни входять такі села (дані про населення за 2002 рік):
- Годжаска (292 особи)
- Кербунешть (1628 осіб) — адміністративний центр комуни

Комуна розташована на відстані 87 км на північ від Бухареста, 34 км на північний схід від Плоєшті, 144 км на захід від Галаца, 67 км на південний схід від Брашова.

## Населення
За даними перепису населення 2002 року у комуні проживали 1920 осіб, усі — румуни. Усі жителі комуни рідною мовою назвали румунську.
Склад населення комуни за віросповіданням:
| Релігія       | Кількість осіб | Відсоток |
| ------------- | -------------- | -------- |
| православні   | 1703           | 88,7%    |
| п'ятдесятники | 144            | 7,5%     |
| адвентисти    | 72             | 3,8%     |